# Cannondale
Cannondale – amerykański producent rowerów z główną siedzibą w Bethel w stanie Connecticut. Zakład produkcyjny znajduje się w Bedford, w Pensylwanii.

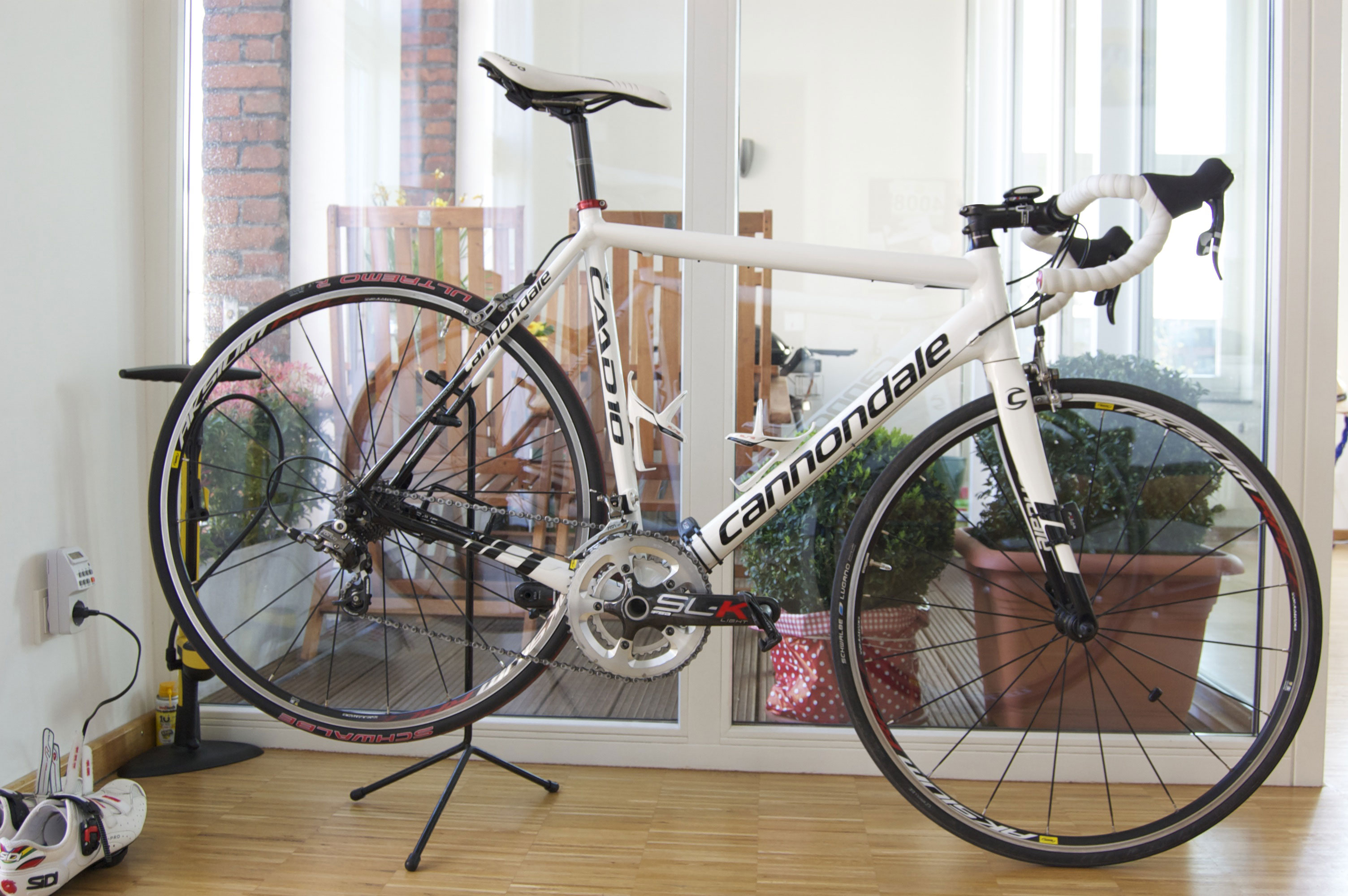
Cannondale CAAD10 (2011) z grupą SRAM Force

## Historia
Firma Cannondale została założona w 1971 roku przez Joego Montgomery’ego. Jej nazwa wzięła się od nazwy stacji kolejowej Cannondale Metro North w Wilton, Connecticut w Stanach Zjednoczonych. Początkowo firma produkowała sakwy, bagażniki i przyczepki rowerowe, plecaki turystyczne, śpiwory i namioty, bagażniki do przewozu rowerów na samochodzie i stojaki do obsługi rowerów oraz odzież turystyczną i rowerową.
Pierwszym rowerem wyprodukowanym przez firmę Cannondale był turystyczny model ST-500 z 1983 roku. Posiadał on, rewolucyjną jak na owe czasy, ramę wykonaną z aluminiowych rur o zwiększonej średnicy. Dzięki temu rama była o wiele sztywniejsza i jednocześnie lżejsza od konkurencyjnych ram stalowych.
W kolejnych latach do oferty wprowadzano nowe modele rowerów – szosowe, terenowe i miejskie.
Obecnie Cannondale sprzedaje ponad 80 modeli rowerów różnego typu na całym świecie.
Pod koniec lat dziewięćdziesiątych Cannondale próbowało zaistnieć na rynku motocykli i pojazdów terenowych. Próba ta zakończyła się porażką, gdyż koszty produkcji przerosły zyski ze sprzedaży. W związku z tym w 2003 roku zarząd postanowił sprzedać ten dział firmy. Zakupiony został przez ATK USA.
W 2008 problemy spowodowane wcześniej przez dział motocykli zmusiły właścicieli do sprzedaży Cannondale potentatowi branży rowerowej Dorel Industries.
W 2009 nowy właściciel przeniósł produkcję z USA na Tajwan i od tego momentu znika słynne hasło z ram „HAND MADE IN USA”, jak również to, z czego Cannondale słynął od samego początku produkcji swoich ram – ręcznie polerowane spawy.
Od roku 2000 w stałej produkcji jest jedyną ogólnodostępną firmą oferującą (jednostronny, jednogoleniowy) amortyzator przedni typu Lefty.

## Sukcesy
W kolarstwie górskim:
- 11 tytułów mistrzostw świata
- 17 pucharów świata
- 16 tytułów mistrzów kraju
- 2 medale olimpijskie (Atlanta ’96 srebro dla Kanady – Alison Sydor)

W kolarstwie szosowym:
- 11 etapów w Tour de France
- 27 etapów w Giro d’Italia
- 2 wyścigi Giro d’Italia
- 1 tytuł mistrza świata
- 2 tytuły mistrza Włoch

## Produkty

### Ramy rowerowe
Cannondale rozpoczął produkcję ram, wykorzystując rury aluminiowe o dużej średnicy w 1983 roku. Początkowo były to ramy turystyczne i szosowe. Później ofertę wzbogacono o ramy do rowerów górskich.
Ramy aluminiowe Cannondale charakteryzują się bardzo dużą sztywnością i niską masą.
Obecnie w ofercie można znaleźć rowery zbudowane na ramach wykonanych z włókien węglowych.

### Widelce amortyzowane

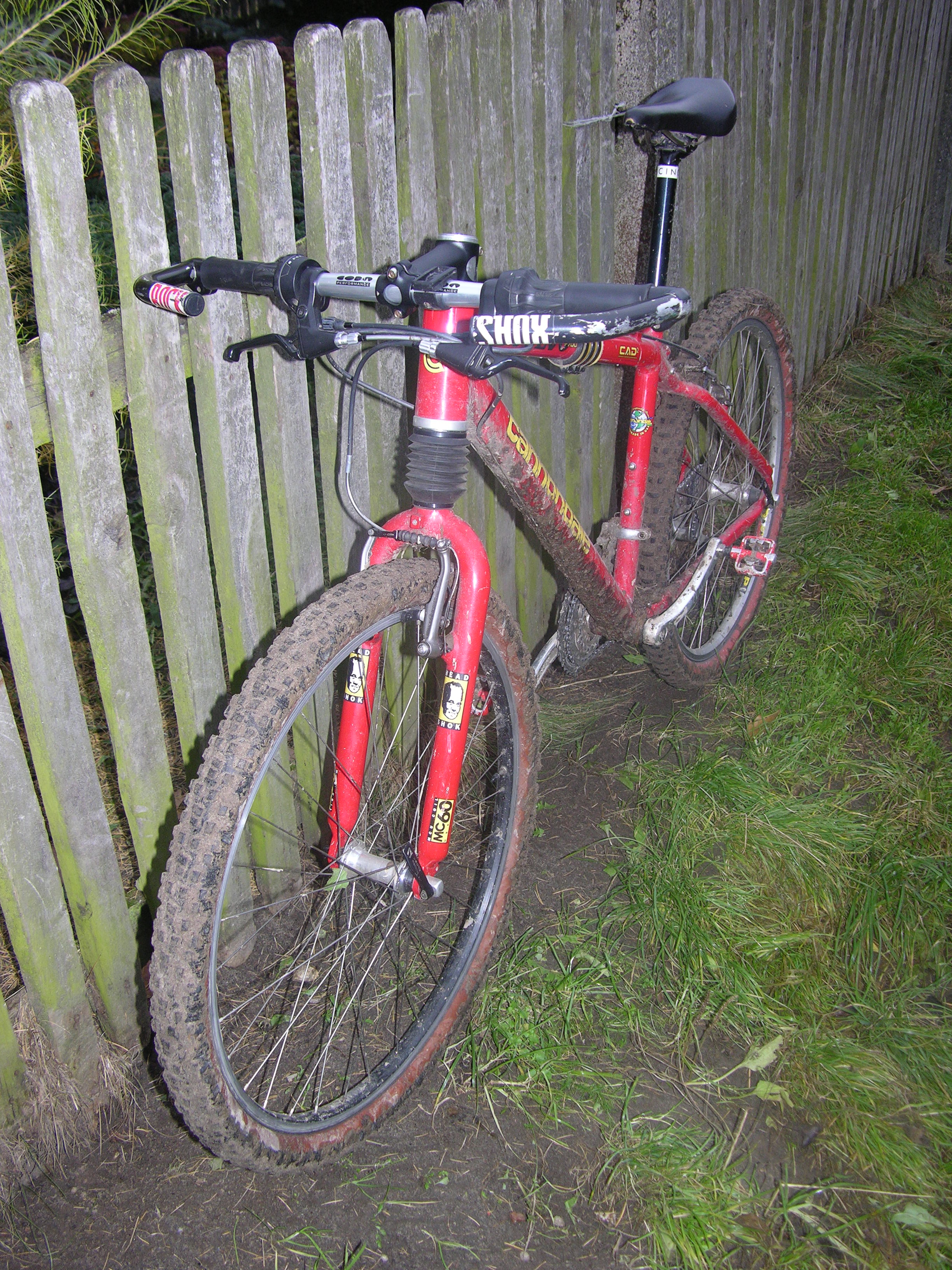
Rower Cannondale F700 '96 z widelcem amortyzowanym Headshok

HEADSHOK – widelec z obustronnymi goleniami, element amortyzujący zamontowany został na połączeniu rury sterowej oraz pałąka goleni widelca w odróżnieniu od klasycznych widelców, gdzie mechanizmy amortyzujące montowane są podwójnie bezpośrednio w goleniach lewej i prawej. Dzięki takiemu rozwiązaniu widelec HEADSHOK jest lżejszy od produktów konkurencyjnych.
LEFTY – dwupółkowy amortyzator przedni, jednostronny i jednogoleniowy, typu upside-down, produkowany z niewielkimi zmianami konstrukcyjnymi od roku 2000. Dostępny w wersji aluminiowej, jak i wykonanej z włókna węglowego. Obecnie stosowany głównie w rowerach górskich oraz szosowym SLATE (ze zmniejszonym skokiem do 30 mm). Obecnie CANNONDALE LEFTY należy do najlżejszych i najsztywniejszych przednich amortyzatorów rowerowych na świecie.

### Lista modeli w 2008 roku

#### Z pełną amortyzacją
- Judge (Downhill)
- Perp (Free Ride)
- Gemini (Downhill / Free Ride)
- Prophet (All-Mountain)
- Rush (XC Race/All-Mountain)
- Scalpel (XC Race)
- Rize (Enduro '09)
- Moto (All-Mountain '09)
- Delta
- Super V
- Raven

#### Sztywne ramy
- Taurine
- 29er 1 Caffeine, 29er 2 Caffeine, 29er 3 Caffeine, 29er 4 Caffeine
- Chase 1, Chase 2 (Dirt)
- F1, F2, F3, F4, F5, F6, F7, F8, F9 (All Terrain)
- Flash
- Killer V

#### Szosowe
- Slice (Triathlon)
- SystemSix (Racing)
- SuperSix (Racing)
- Six13 (Racing)
- Capo (Torowy)
- CAAD10 (Racing)
- CAAD9 (Racing)
- CAAD8 (Racing/Training)
- Cyclocross (Cyclocross Racing)
- Synapse (Racing)

#### Rekreacyjne
- Road Warrior
- Comfort
- Adventure
- Daytripper

#### Miejskie
- Street
- Bad Boy
- Hooligan
- Vintage
- Capo (Single Speed)

#### Inne
- Touring
- Tandem